# ريكي رايت
ريكي رايت (بالإنجليزية: Ricky Wright)‏ هو لاعب كرة قاعدة أمريكي، ولد في 22 نوفمبر 1958 في باريس في الولايات المتحدة.

## وصلات خارجية
- ريكي رايت على موقعبيزبول رفرنس.كوم (الدوري الرئيسي) (الإنجليزية)
- ريكي رايت على موقعبيزبول رفرنس.كوم (الدوري الثانوي) (الإنجليزية)
- ريكي رايت على موقع مشجعي الرسوم البيانية (الإنجليزية)